# Insentiraja
Insentiraja – rodzaj ryb chrzęstnoszkieletowych z rodziny Arhynchobatidae.

## Rozmieszczenie geograficzne
Do rodzaju należą gatunki występujące w wodach zachodniej części środkowego Oceanu Spokojnego.

## Morfologia
Długość ciała do 57 cm.

## Systematyka
Rodzaj (w randze podrodzaju w obrębie Parvoraja) zdefiniowała w 1992 roku para australijskich ichtiologów, Gordon K. Yearsley i Peter R. Last, w artykule poświęconym opisowi nowego podrodzaju i gatunku rai z zachodniej części Oceanu Spokojnego opublikowanym w czasopiśmie Copeia. Gatunkiem typowym jest (oryginalne oznaczenie (także monotypowe)) I. laxipella.

### Etymologia
Insentiraja: łac. in- ‘nie, bez’; sentis ‘cierń, kolec’; raia ‘płaszczka, raja’.

### Podział systematyczny
Do rodzaju należą następujące gatunki:
- Insentiraja laxipella (Yearsley & Last, 1992)
- Insentiraja subtilispinosa (Stehmann, 1989)